# 古城镇 (禹州市)
古城镇，是中华人民共和国河南省禹州市下辖的一个乡镇级行政单位。

## 行政区划
古城镇下辖以下地区：
大北村、古城村、瓮厢村、小集村、魏庄村、张堂村、狮子口村、钟楼村、刘楼村、崔庄村、古王庄村、蔡坡村、丁庄村、唐凹村、马庄村、李黄村、山连村、小靳庄村、常庄村、桐树张村、关岗村、石龙王村、岗王村、大路陈村和龙屯村。